# Cypripedium wardii
Cypripedium wardii är en orkidéart som beskrevs av Robert Allen Rolfe. Cypripedium wardii ingår i släktet guckuskor, och familjen orkidéer. Inga underarter finns listade i Catalogue of Life.